# دم‌خاری‌های نمادین
دم‌خاری‌های نمادین یا دم‌تیزک‌های نمادین (نام علمی: Cranioleuca) نام یک سرده از خانواده مرغان تنورساز است.